# Kasur
Kasur là một thành phố thuộc Punjab, Pakistan. Thành phố có dân số ước tính năm 2010 là 321.954 người. Đây là thành phố lớn thứ 21 quốc gia này.